# Французька абетка
Французька абетка — сукупність літер, розташована у певній послідовності, що використовується у французькій писемності. Сучасна французька абетка складається з 26 літер латинської абетки з п'ятьма діакритичними знаками і двома лігатурами.

## Французька абетка
| Написання | Звуки, що позначає | Французька назва | Український відповідник | Написання | Звуки, що позначає | Французька назва | Український відповідник |
| --------- | ------------------ | ---------------- | ----------------------- | --------- | ------------------ | ---------------- | ----------------------- |
| A a       | [a] [ɑ]            | a                | а                       | N n       | [n]                | ɛn               | ен                      |
| B b       | [b]                | be               | бе                      | O o       | [o] [ɔ]            | o                | о                       |
| C c       | [s] [k]            | se               | се                      | P p       | [p]                | pe               | пе                      |
| D d       | [d]                | de               | де                      | Q q       | [k]                | ky               | кю                      |
| E e       | [e] [ɛ] [ə] [œ]    | œ                | як ьо після приголосних | R r       | [ʁ]                | ɛʁ               | ер                      |
| F f       | [f]                | ɛf               | еф                      | S s       | [s] [z]            | ɛs               | ес                      |
| G g       | [g] [ʒ]            | ʒe               | же                      | T t       | [t] [s]            | te               | те                      |
| H h       | —                  | aʃ               | аш                      | U u       | [y]                | y                | як ю після приголосних  |
| I i       | [i]                | i                | і                       | V v       | [v]                | ve               | ве                      |
| J j       | [ʒ]                | ʒi               | жі                      | W w       | [v]                | dublve           | дубль-ве                |
| K k       | [k]                | ka               | ка                      | X x       | [ks] [gs] [s] [z]  | iks              | ікс                     |
| L l       | [l]                | ɛl               | ель                     | Y y       | [i] [j]            | igrek            | ігрек                   |
| M m       | [m]                | ɛm               | ем                      | Z z       | [z]                | zɛd              | зед                     |

## Діакритичні знаки
Літери з діакритикою (діакритичні знаки не використовуються з великими літерами, в інших випадках написання літер без знаків є помилкою):
- Акут (фр. accent aigu): використовується виключно з літерою E (É é) для позначення закритого звуку [е].
- Гравіс (фр. accent grave): найчастіше використовується з літерою e (È è) для позначення відкритого звуку [ɛ]. Також ставиться над літерами a (À à) й u (Ù ù) для розрізнення прийменника à від дієслова il a (avoir), прислівника là від визначеного артикля la та прислівника où від сполучника ou.
- Циркумфлекс (фр. accent circonflexe): ставиться над літерами a (Â â), e (Ê ê) та o (Ô ô) для позначення подовжених звуків, часто вказує на літеру s, якій передувала зазначена голосна. Для літер i (Î î) та u (Û û) носить лише орфографічний характер. Слугує для розрізнення дієприкметника dû від партитивного артикля du та дієприкметників crû (від croître) від cru (від croire).
- Трема (фр. tréma): використовується з літерами e (Ë ë), i (Ï ï), u (Ü ü) та y (Ÿ ÿ), вказує на приналежність літер до різних складів задля уникнення трактування сполучення букв, як дифтонга.
- Седіль (фр. cédille): використовується тільки з літерою c (Ç ç), позначає вимову [s] замість [k] перед голосними a, o, u.

Заміна літер з діакритикою на літери без діакритики офіційно вважається орфографічною помилкою, але на практиці діакритика над великими літерами з технічних причин часто опускають. Ініціальні абревіатури пишуться без діакритики: CEE (Communauté Économique Européenne); графічні скорочення її зберігають: É.-U. (États-Unis).
При сортуванні діакритичні знаки не враховуються (за винятком слів, які розрізняються лише ними).

## Лігатури
Лігатури: Ææ Œœ. Нерідко з технічних причин замінюються на дві літери: ae (або фонетичний запис é), oe.